# Adalimumab
L'adalimumab est un anticorps monoclonal thérapeutique, commercialisé depuis 2003 sous divers noms.

## Description
Comme l'indique son suffixe -mumab, l'adalimumab est un anticorps intégralement humain (fully human), capable de lier le tumor necrosis factor alpha (TNF-α), ou facteur de nécrose tumorale α. En se complexant avec cette cytokine pro-inflammatoire, il empêche son interaction avec son récepteur, et module ainsi les processus inflammatoires TNF-α dépendants.

## Indications
- Polyarthrite rhumatoïde de l'adulte dans ses formes résistantes[2]
- Rhumatisme psoriasique de l'adulte
- Maladie de Crohn
- Rectocolite hémorragique (RCH) ou colite ulcéreuse
- Spondylarthrite ankylosante
- Psoriasis en plaques chez l'adulte[3]
- Certaines uvéites (ophtalmologie), dont le birdshot.

Il est également testé avec un certain succès dans l'hidrosadénite suppurée.

## Présentation

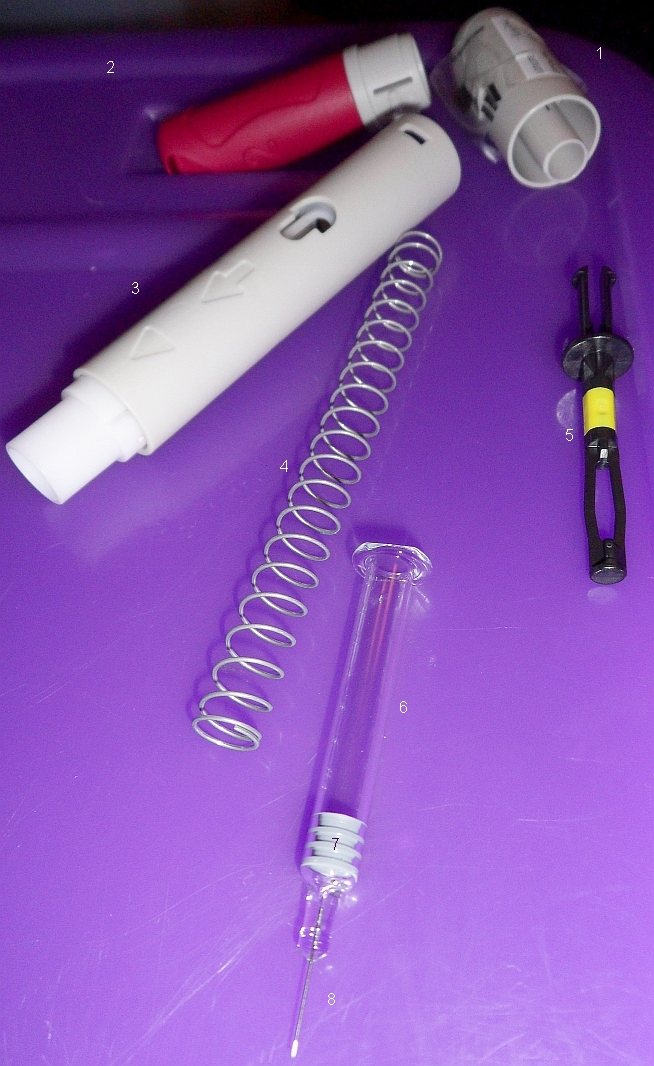
Auto-injecteur du médicament avec annotations.

Solution pour injection sous-cutanée, bimensuelle ou hebdomadaire.

## Effets secondaires
Parmi les effets secondaires graves, des atteintes cutanées tels qu'un érythème polymorphe ou un syndrome de Stevens-Johnson, ont été notifiés à la FDA pour l'adalimumab.
L'utilisation prolongée de ce médicament peut conduire à la formation d'anticorps dirigé contre ce dernier, diminuant le taux sanguin de celui-ci et son efficacité.

## Marché
L'adalimumab serait la première molécule médicamenteuse vendue, en termes de valeur, en 2012, avec un chiffre projeté de 9,3 milliards de dollars. Il est de 2.9 milliards de dollars aux Ètats-Unis en 2021. Elle est distribuée par AbbVie sous le nom Humira, et par Amgen sous la marque Amgevita.
Son brevet tombe aux États-Unis en 2023. De nombreux biosimilaires sont maintenant disponibles et commercialisés sous divers noms.